# Mendelssohn-Haus (Leipzig)

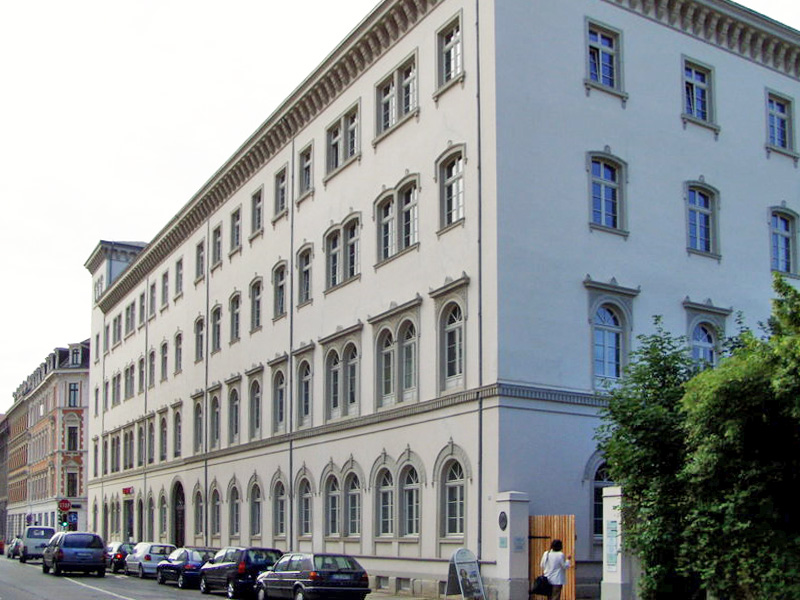
Mendelssohn-Haus mit Museum und Musiksalon

Das Mendelssohn-Haus in der Leipziger Goldschmidtstraße 12 (ursprünglich Königstraße 5) enthält die letzte (und einzige erhaltene) Privatwohnung des Komponisten Felix Mendelssohn Bartholdy und seit November 2017 das Internationale Kurt-Masur-Institut.

## Geschichte

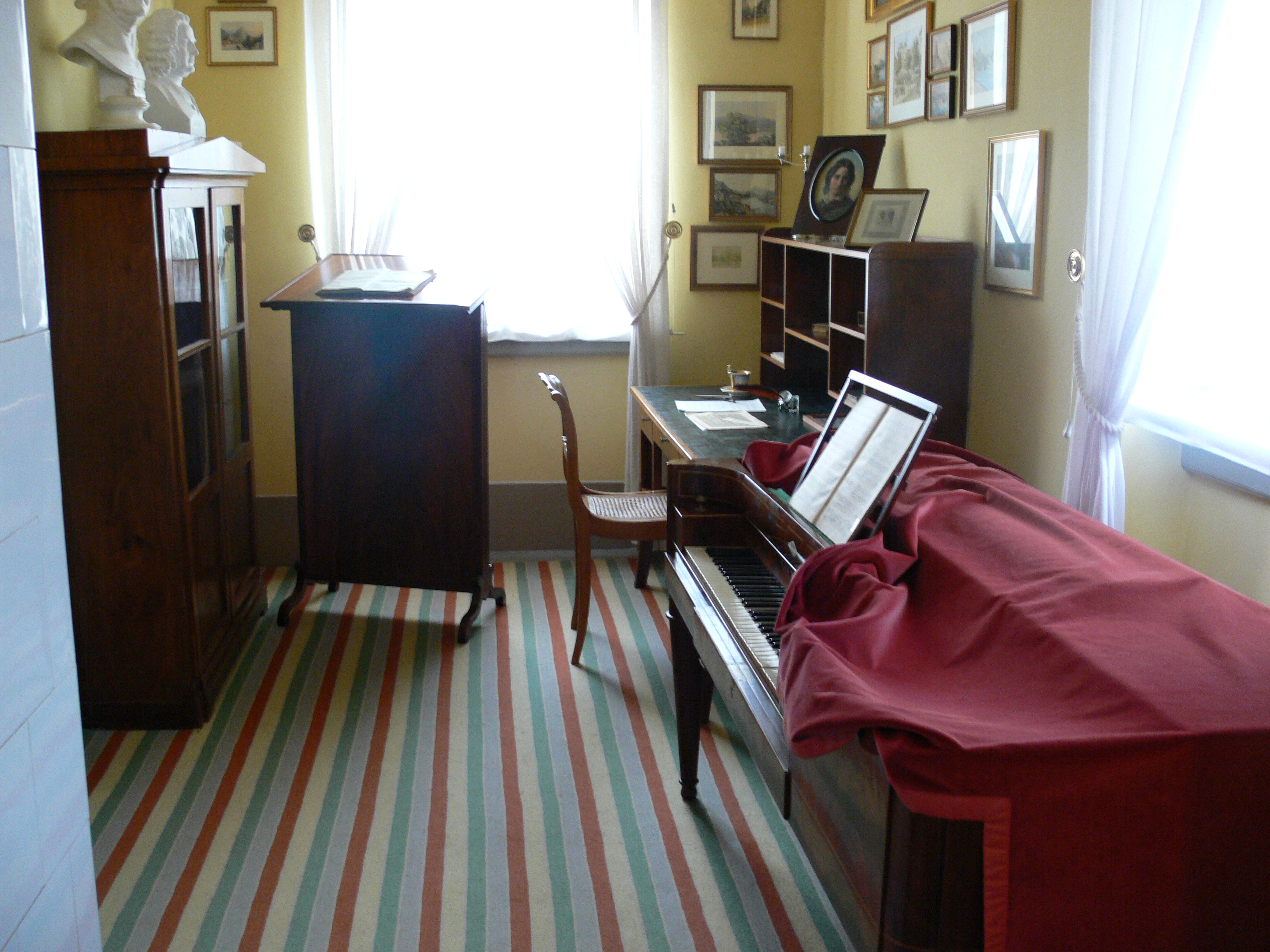
Mendelssohns Arbeitszimmer

Das Haus beherbergt heute ein Museum zu Ehren Mendelssohns. Dieses wurde am 4. November 1997, zum 150. Todestag des Musikers, eröffnet und wird von der Felix-Mendelssohn-Bartholdy-Stiftung betrieben. Maestro Kurt Masur war Initiator der Sanierung des Hauses und der Öffnung als Museum. Gründungsdirektor des Museums war Jürgen Ernst, der das Haus bis März 2021 leitete. Sein Nachfolger ist Patrick Schmeing.
Der spätklassizistische Bau aus dem Jahre 1844 bewahrt originale Substanz sowie Informationen über seinen prominentesten Bewohner, der mit seiner Familie seit 1845 in der Beletage wohnte und hier am 4. November 1847 starb. Die ehemalige Wohnung enthält originales Mobiliar, Brief- und Notenautographe, Erstdrucke sowie einige der Aquarelle Mendelssohns. Das Arbeitszimmer dokumentiert die Atmosphäre, in der der Komponist unter anderem das Oratorium „Elias“ schuf. Der Musiksalon der Familie Mendelssohn wird jeden Sonntag für Matineekonzerte genutzt.
Ein historischer Garten umgibt das Haus. In der ebenfalls erhalten gebliebenen Remise befindet sich im ersten Obergeschoss der große Kammermusiksaal des Mendelssohn-Hauses.
Am 3. Februar 2014 wurde eine Erweiterung des Museums eröffnet. Im Erdgeschoss des Hauses kann der Besucher in einer weltweit einmaligen Installation interaktiv ein Orchester dirigieren, die Balance der Instrumente verändern und bei der Wiedergabe zwischen modernen und historischen Instrumenten wechseln. Darüber hinaus wurde mit einer raumhohen sogenannten Paternostervitrine eine sehr eindrucksvolle moderne Präsentation von historischen Ausstellungsobjekten geschaffen. Eine neu geschaffene „Welt für Kinder“ im Gartenhaus ist eine weitere wichtige Ergänzung des Museums.
Seit November 2017 gibt es im zweiten Obergeschoss des Hauses eine ständige Ausstellung zu Fanny Hensel und einen weiteren Museumsteil zu Kurt Masur, der zum Internationalen Kurt-Masur-Institut gehört.
Bis März 2013 waren im dritten Stock des Hauses die Büroräume des Musikwissenschaftlichen Instituts der Universität Leipzig angesiedelt; im Erdgeschoss befand sich damals die Zweigstelle Musik der Universitätsbibliothek.
Das Mendelssohn-Haus wurde in das im Jahre 2001 erschienene Blaubuch aufgenommen. Das Blaubuch enthält neben Museen des nationalen Kulturerbes eine Liste von sogenannten „kulturellen Gedächtnisorten“.
Seit 2005 ist das Mendelssohn-Haus Mitglied der Arbeitsgemeinschaft Musikermuseen in Deutschland.
Das Mendelssohn-Haus ist als Notenspur-Station 2 Bestandteil der UNESCO-Initiative Leipzig.
2018 hat das Mendelssohn-Haus Leipzig als Musikerbestätte mit acht weiteren Leipziger Musikinstitutionen das Europäische Kulturerbe-Siegel erhalten.